# Canthylidia atrilinea
Canthylidia atrilinea là một loài bướm đêm trong họ Noctuidae.